# Омбуэ
Омбуэ (фр. Omboué) — город в западной части Габона, на территории провинции Приморское Огове. Административный центр департамента Этимбуэ.

## География
Абсолютная высота — 0 метров над уровнем моря.

## Население
По данным на 2013 год численность населения составляет 2362 человека.
Динамика численности населения города по годам:
| 1993 | 2013 |
| ---- | ---- |
| 1210 | 2362 |

## Известные уроженцы
В Омбуэ родился Жан Пинг — габонский дипломат, председатель Комиссии Африканского союза с февраля 2008 по январь 2012 года.